# Lijst van voetbalinterlands Canada - Zuid-Korea (vrouwen)
Deze lijst van voetbalinterlands is een overzicht van alle officiële voetbalinterlands tussen de nationale vrouwenteams van Canada en Zuid-Korea. De landen hebben tot nu toe tien keer tegen elkaar gespeeld.

## Wedstrijden
| №  | Plaats                | Datum           | Competitie                   | Wedstrijd           | Uitslag |
| -- | --------------------- | --------------- | ---------------------------- | ------------------- | ------- |
| 1  | Portland              | 5 mei 2000      | U.S. Cup 2000                | Canada − Zuid-Korea | 1 − 0   |
| 2  | Masan                 | 30 oktober 2006 | Vriendschappelijk            | Zuid-Korea − Canada | 1 − 3   |
| 3  | Suwon                 | 16 juni 2008    | Vriendschappelijk            | Zuid-Korea − Canada | 1 − 3   |
| 4  | Chongqing             | 14 januari 2013 | Four Nations Tournament 2013 | Canada − Zuid-Korea | 1 − 3   |
| 5  | Edmonton              | 30 oktober 2013 | Vriendschappelijk            | Canada − Zuid-Korea | 3 − 0   |
| 6  | Shenzhen              | 11 januari 2015 | Four Nations Tournament 2015 | Canada − Zuid-Korea | 2 − 1   |
| 7  | Larnaca               | 6 maart 2015    | Cyprus Women's Cup 2015      | Canada − Zuid-Korea | 1 − 0   |
| 8  | Albufeira             | 5 maart 2018    | Algarve Cup 2018             | Zuid-Korea − Canada | 0 − 3   |
| 9  | Toronto               | 26 juni 2022    | Vriendschappelijk            | Canada − Zuid-Korea | 0 − 0   |
| 10 | San Pedro del Pinatar | 3 december 2024 | Vriendschappelijk            | Canada − Zuid-Korea | 5 − 1   |

## Samenvatting
| Competitie              | Totaal gespeeld | Winst Canada | Gelijk | Winst Zuid-Korea | Doelsaldo Canada – Zuid-Korea |
| ----------------------- | --------------- | ------------ | ------ | ---------------- | ----------------------------- |
| Algarve Cup             | 1               | 1            | 0      | 0                | 3 − 0                         |
| Cyprus Women's Cup      | 1               | 1            | 0      | 0                | 1 − 0                         |
| Four Nations Tournament | 2               | 1            | 0      | 1                | 3 − 4                         |
| U.S. Cup                | 1               | 1            | 0      | 0                | 1 − 0                         |
| Vriendschappelijk       | 5               | 4            | 1      | 0                | 14 − 3                        |
| Totaal                  | 10              | 8            | 1      | 1                | 22 − 7                        |